# Aleksandr Wwiedienski (przywódca religijny)

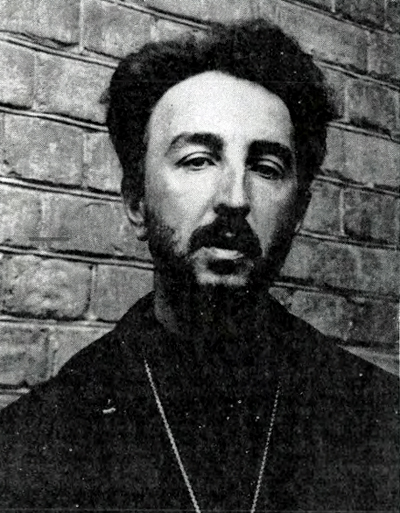
Fotografia z 1924

Aleksander Iwanowicz Wwiedienski (ros. Александр Иванович Введенский, ur. 18 sierpnia?/30 sierpnia 1889 w Witebsku, zm. 26 czerwca 1946 w Moskwie) – jeden z przywódców ruchu Żywej Cerkwi i jej ostatni zwierzchnik.

## Życiorys

### Młodość
Wwiedienski pochodził z niezamożnej rodziny szlacheckiej z Witebska. W 1913 ukończył studia historyczne na uniwersytecie w Petersburgu, w czasie których zetknął się ze zwolennikami reform w Rosyjskim Kościele Prawosławnym. Zachęcony przez malarkę Zinaidę Gippius, napisał broszurę Przyczyny niewiary wśród inteligencji rosyjskiej, w której jako główne przyczyny odchodzenia od religii podał różnicę między dogmatami religijnymi a najnowszymi osiągnięciami nauki oraz reakcyjny charakter rosyjskiego duchowieństwa prawosławnego. Równolegle, pragnąc przyczynić się do wewnętrznej reformy w Cerkwi, Wwiedienski rozpoczął naukę w seminarium duchownym w Petersburgu i ożenił się. W 1914 został wyświęcony na kapłana i został kapelanem pułkowym, a następnie kapelanem Nikołajewskiej Szkoły Kawalerii.
Sympatyzował z rozwijającymi się ideami reformy liturgicznej oraz reformy prawa kanonicznego wewnątrz Cerkwi prawosławnej. Był jednym z przywódców Związku Demokratycznego Duchowieństwa i Świeckich, który współtworzył z Iwanem Jegorowem i Aleksandrem Bojarskim. Był bliskim współpracownikiem biskupa, a następnie metropolity Weniamina (Kazanskiego), chociaż dzieliły go z nim poglądy – Weniamin był zdeklarowanym monarchistą i przeciwnikiem reform; podzielał jednak wrażliwość społeczną Wwiedenskiego, a w swojej pracy duszpasterskiej koncentrował się na krzewieniu wiary w środowiskach robotniczych. W 1921 razem z metropolitą Wwiedienski uczestniczył w objeździe eparchii petersburskiej.

### Żywa Cerkiew
W maju 1922 Wwiedienski rozpoczął działalność w ruchu odnowicielstwa, prawdopodobnie inspirowaną przez GPU. Spotkał się wówczas z popierającymi reformy w Cerkwi duchownymi, w tym z późniejszą głową Żywej Cerkwi Antoninem Granowskim, by uzgodnić taktykę propagowania odnowicielstwa w miastach i na prowincji. Przygotowany przez nich apel o porzucenie Rosyjskiego Kościoła Prawosławnego został zaakceptowany przez Politbiuro.
Wwiedienski kontaktował się również z patriarchą Tichonem, któremu zarzucił sabotowanie działalności rządu radzieckiego i zażądał zaakceptowania postulatów Żywej Cerkwi. Mimo sprzeciwu hierarchy Wwiedienski ogłosił, że Tichon zaakceptował powstanie nowych organów władzy cerkiewnej – Wyższej Administracji Cerkiewnej z Antoninem Granowskim na czele i Wwiedienskim jako jego zastępcą. Wwiedienski usiłował również, bezskutecznie, wpływać na metropolitę Piotrogrodu Weniamina, by ten zaakceptował rozwój Żywej Cerkwi w jego eparchii. Po zdecydowanej odmowie metropolity Wwiedienski najprawdopodobniej przyczynił się do jego aresztowania (był obecny przy rewizji dokonanej przez GPU w pomieszczeniach zajmowanych przez hierarchę) i postawienia przed sądem. Jak sam twierdził, chciał – mimo wszystko – wystąpić na procesie jako obrońca Weniamina, jednak uczestniczył w posiedzeniu sądu tylko w pierwszy dzień. Gdy wychodził z budynku został uderzony kamieniem w głowę przez niezidentyfikowaną kobietę i trafił do szpitala, z którego wyszedł już po skazaniu metropolity na śmierć i wykonaniu wyroku.
Przez cały okres istnienia Żywej Cerkwi Wwiedienski pozostawał jednym z jej ideowych i politycznych przywódców, używając różnych tytułów. 10 października 1941 został oficjalnym zwierzchnikiem organizacji z tytułem "pierwszego hierarchy" – próba używania tytułu patriarchy nie została zaakceptowana przez zwolenników ruchu. Działania Wwiedienskiego nie były jednak w stanie zatrzymać odpływu wiernych od Żywej Cerkwi, zwłaszcza po ugodzie zawartej między patriarchą Sergiuszem a rządem stalinowskim. W odróżnieniu od wielu duchownych popierających renowacjonizm, którym pozwolono pozostać członkami kleru po formalnym powrocie do Rosyjskiego Kościoła Prawosławnego, Wwiedienski, jako jeden z inicjatorów rozłamu w rosyjskim prawosławiu, otrzymał propozycję powrotu tylko w charakterze świeckiego. Odmówił; zmarł w 1946 na zawał serca, nadal traktowany jako heretyk.